# TJ Tatran Sedlčany
TJ Tatran Sedlčany (celým názvem: Tělovýchovná jednota Tatran Sedlčany) je český klub ledního hokeje, který sídlí v Sedlčanech ve Středočeském kraji. Založen byl v roce 1933. Od sezóny 2006/07 působí ve Středočeské krajské soutěži, páté české nejvyšší soutěži ledního hokeje. Klubové barvy jsou modrá a bílá.
Své domácí zápasy odehrává na zimním stadionu Sedlčany s kapacitou 250-500 diváků. Aktuální klub tvoří A-Tým, Liga 9.tříd, Ml. žáci a přípravka. 
TRENÉŘI A ASISTENTI
A - TÝM = Karel Pospíšil, Pavel Sosnovec 
Liga 9. tříd = Dominik Chwastek, Radek Sosnovec 
Ml. žáci = Štěpán Pinkas, Milan Jiráček 
Ml. přípravka = Milan Jiráček+Jaroslav Šťastný 
Nábor dětí= Roman Chwastek 
Pomocní trenéři: 
Michaela Spilková, Michal Sosnovec 

## Přehled ligové účasti
Stručný přehled
Zdroj: 
- 1949–1951: Středočeská I. třída – sk. H (3. ligová úroveň v Československu)
- 2006–2017: Středočeská krajská soutěž (5. ligová úroveň v České republice)
- 2017– : Středočeská krajská soutěž – sk. Jih (5. ligová úroveň v České republice)

Jednotlivé ročníky
Zdroj: 
Legenda: ZČ - základní část, červené podbarvení - sestup, zelené podbarvení - postup, fialové podbarvení - reorganizace, změna skupiny či soutěže
| Československo (1949 – 1993) |                                      |           |           |                                       |              |
| Sezóny                       | Soutěž                               | Úroveň    | ZČ        | Play-off, nadstavba, sk. o udržení... | Poznámky     |
| 1949/50                      | Středočeská I. třída – sk. H         | 3. úroveň | 4. místo  |                                       |              |
| 1950/51                      | Středočeská I. třída – sk. H         | 3. úroveň | ?. místo  |                                       | Reorganizace |
| ...                          |                                      |           |           |                                       |              |
| Česko (1993 – )              |                                      |           |           |                                       |              |
| Sezóny                       | Soutěž                               | Úroveň    | ZČ        | Play-off, nadstavba, sk. o udržení... | Poznámky     |
| ...                          |                                      |           |           |                                       |              |
| 2006/07                      | Středočeská krajská soutěž           | 5. úroveň | 8. místo  |                                       |              |
| 2007/08                      | Středočeská krajská soutěž           | 5. úroveň | 4. místo  |                                       |              |
| 2008/09                      | Středočeská krajská soutěž           | 5. úroveň | 5. místo  |                                       |              |
| 2009/10                      | Středočeská krajská soutěž           | 5. úroveň | 3. místo  |                                       |              |
| 2011/12                      | Středočeská krajská soutěž           | 5. úroveň | 2. místo  |                                       |              |
| 2012/13                      | Středočeská krajská soutěž           | 5. úroveň | 7. místo  |                                       |              |
| 2010/11                      | Středočeská krajská soutěž           | 5. úroveň | 5. místo  |                                       |              |
| 2013/14                      | Středočeská krajská soutěž           | 5. úroveň | 5. místo  |                                       |              |
| 2014/15                      | Středočeská krajská soutěž           | 5. úroveň | 7. místo  |                                       |              |
| 2015/16                      | Středočeská krajská soutěž           | 5. úroveň | 8. místo  |                                       |              |
| 2016/17                      | Středočeská krajská soutěž           | 5. úroveň | 10. místo |                                       | Reorganizace |
| 2017/18                      | Středočeská krajská soutěž – sk. Jih | 5. úroveň | 1. místo  |                                       |              |
| 2018/19                      | Středočeská krajská soutěž – sk. Jih | 5. úroveň | 2. místo  | Baráž o KLM (4. místo)                |              |
| 2019/20                      | Středočeská krajská soutěž – sk. Jih | 5. úroveň | 3. místo  |                                       |              |
| 2020/21                      | Středočeská krajská soutěž           | ----      | ---       | ---                                   | COVID-19     |
| 2021/22                      | Středočeská krajská soutěž – sk. Jih | 5. úroveň | 4. místo  | play-off                              |              |
| 2022/23                      | Středočeská krajská soutěž – sk. Jih | 5. úroveň | 3. místo  | play-off                              |              |
| 2023/24                      | Středočeská krajská soutěž – sk. Jih | 5. úroveň | 4. místo  | play-off                              |              |